# Luis Luna Barragán
Luis Luna Barragán (* 10 de enero de 1928 en El Salto, Jalisco, México - † 15 de junio de 2012 en León, Guanajuato, México), hijo de Perfecto Luna y María Barragán, fue un futbolista mexicano que jugaba en la posición de mediocampista. Jugó para el Club Deportivo Río Grande, Club Deportivo Guadalajara y Club León.
Empezó jugando en el Río Grande de El Salto, primero como centro medio, pero después cambió por al puesto de interior derecho. El Club Deportivo Guadalajara fue su primer equipo de Primera División.
Llegó al Club León en el año de 1946, y con los esmeraldas fue campeón de liga en las temporadas 1947-1948, 1948-1949, 1951-1952 y 1955-1956, y campeón de Copa México en dos ocasiones, así como dos Campeón de Campeones.
Se retiró como jugador en el año de 1962, para después dedicarse a entrenar equipo. Tuvo un paso como director técnico en los equipos León y Unión de Curtidores. Durante su trabajo en visorías, pudo detectar a jugadores como Luis "Chino" Estrada.

## Palmarés
| Título                     | Club      | País   | Año       |
| -------------------------- | --------- | ------ | --------- |
| Primera División de México | Club León | México | 1947-1948 |
| Campeón de Campeones       | Club León | México | 1948      |
| Primera División de México | Club León | México | 1948-1949 |
| Copa México                | Club León | México | 1949      |
| Campeón de Campeones       | Club León | México | 1949      |
| Primera División de México | Club León | México | 1951–1952 |
| Primera División de México | Club León | México | 1955–1956 |
| Campeón de Campeones       | Club León | México | 1956      |
| Copa México                | Club León | México | 1958      |